# Jaucourt
Jaucourt è un comune francese di 190 abitanti situato nel dipartimento dell'Aube, nella regione del Grand Est.

## Società

### Evoluzione demografica
Abitanti censiti